# 黃斑龍膽 (台灣)
，为龙胆科龙胆属的植物，为台灣特有植物。分布在台湾海拔1,800米至3,000米的地区，常生于山坡草地。
其种加词“flavo-maculata”意为“有黄斑点的”。